# Anna Löfborg
Anna Christina Löfborg, född Brandt 1764, död 4 mars 1854, var en svensk skådespelare. 
Aktiv som figurant vid Kungliga Baletten 1780, engagerad som aktör vid Dramaten 1788-1806. Hon beskrivs som en uppskattad skådespelare för så kallade mere noble-roller: hon spelade ofta mödrar och kammarjungfrur inom den komiska genren, och sades ha förmågan att dra uppmärksamheten till även en liten roll genom att göra det mesta möjliga av den. 
Bland hennes roller fanns  kammarjungfrun i ”Visittimman”, Lisa Klarsynt i ”Michel Wingler”, borgmästarinnan Sliddersladder i ”Kapten Puff”, fru Slammerström i ”Tadelskolan”, titelrollen i ”Hofrådinnan af Gyllenpalm” (La comtesse d’Escarbagas af Molière), men hon var främst berömd i mère-noble-roller.
Gift 1788 med tullverkskamrern Nils Löfborg (1752-1835). Maken blev bokhållare 1795, och paret levde enligt uppgift ett luxuöst liv över sina tillgångar med ett stort sällskapsliv.   